# Xanthoparmelia subconvoluta
Xanthoparmelia subconvoluta är en lavart som beskrevs av Hale. Xanthoparmelia subconvoluta ingår i släktet Xanthoparmelia och familjen Parmeliaceae.   Inga underarter finns listade i Catalogue of Life.